# コバノイシカグマ科
コバノイシカグマ科（コバノイシカグマか、Dennstaedtiaceae）は、シダ植物の科の1つ。胞子嚢群が葉の縁か近くに着き、比較的原始的な群と考えられる。

## 特徴
中型から大型のシダ類。根茎は横に長く伸びて管状中心柱を持つものと、直立して網状中心柱を持つものとがある。根茎には毛があるが、鱗片を持つものもある。大半の属では葉柄の基部に1-数個の腋外芽が形成され、これは伸び出すことで根茎が分枝をする。葉と根茎の間には関節はなく、葉には毛がある。葉は単羽状から数回羽状複葉まであり、葉質は様々だが多肉質にはならない。葉脈は羽状に分枝して遊離するが、稀に遊離小脈のない網状脈を作る。胞子嚢群は葉脈の先端に生じ、葉の縁に出るか、葉の縁近くの面に出る。包膜はコップ状のものが多いが、包膜のないものもあり、また葉の縁が反転して偽包膜を作るものもある。胞子嚢は基部が輪から次第に成熟する順熟か、成熟時期がバラバラの混熟で、側糸が混じる例もある。

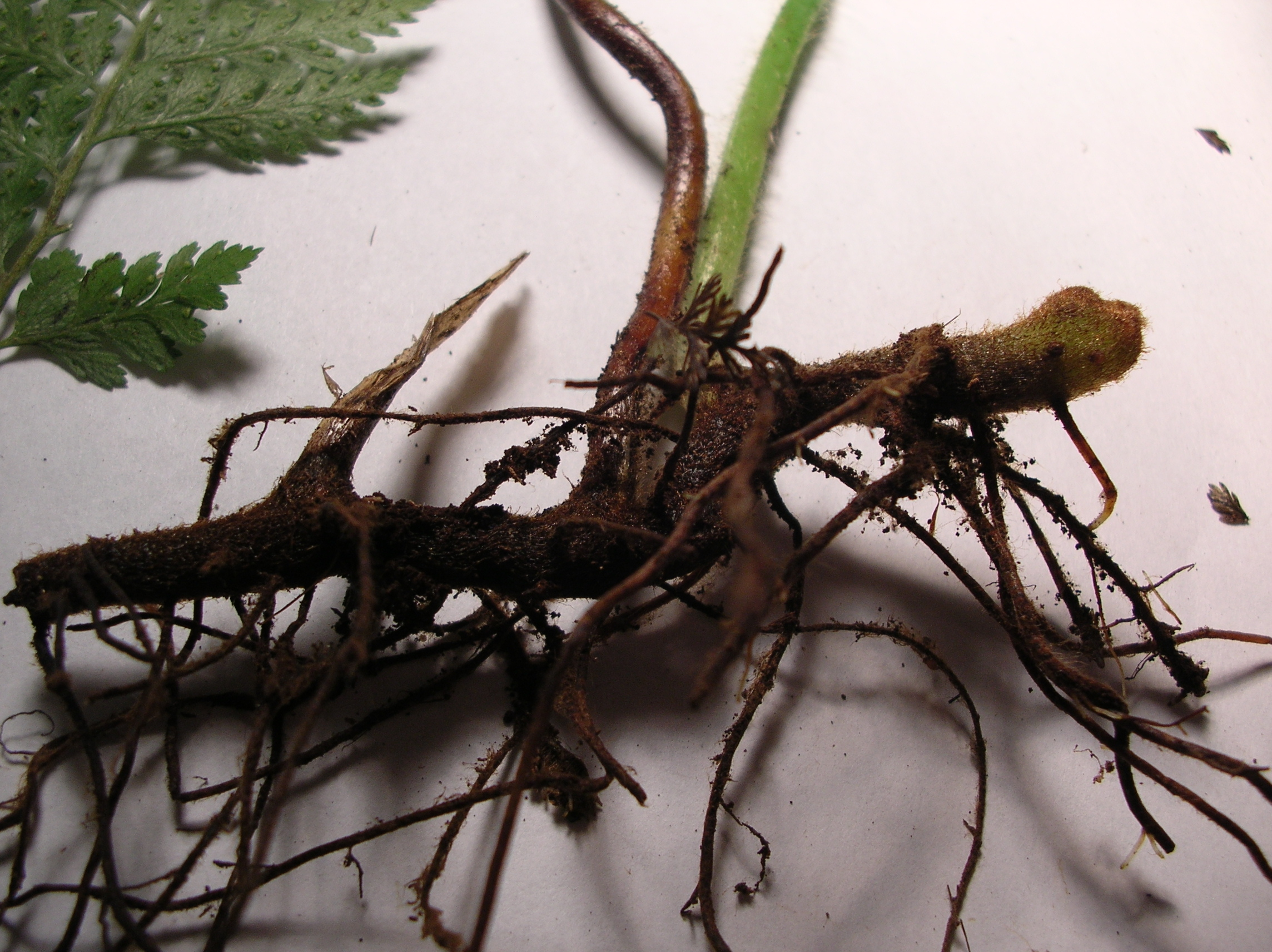
イシカグマの根茎 毛が生えているのが見える
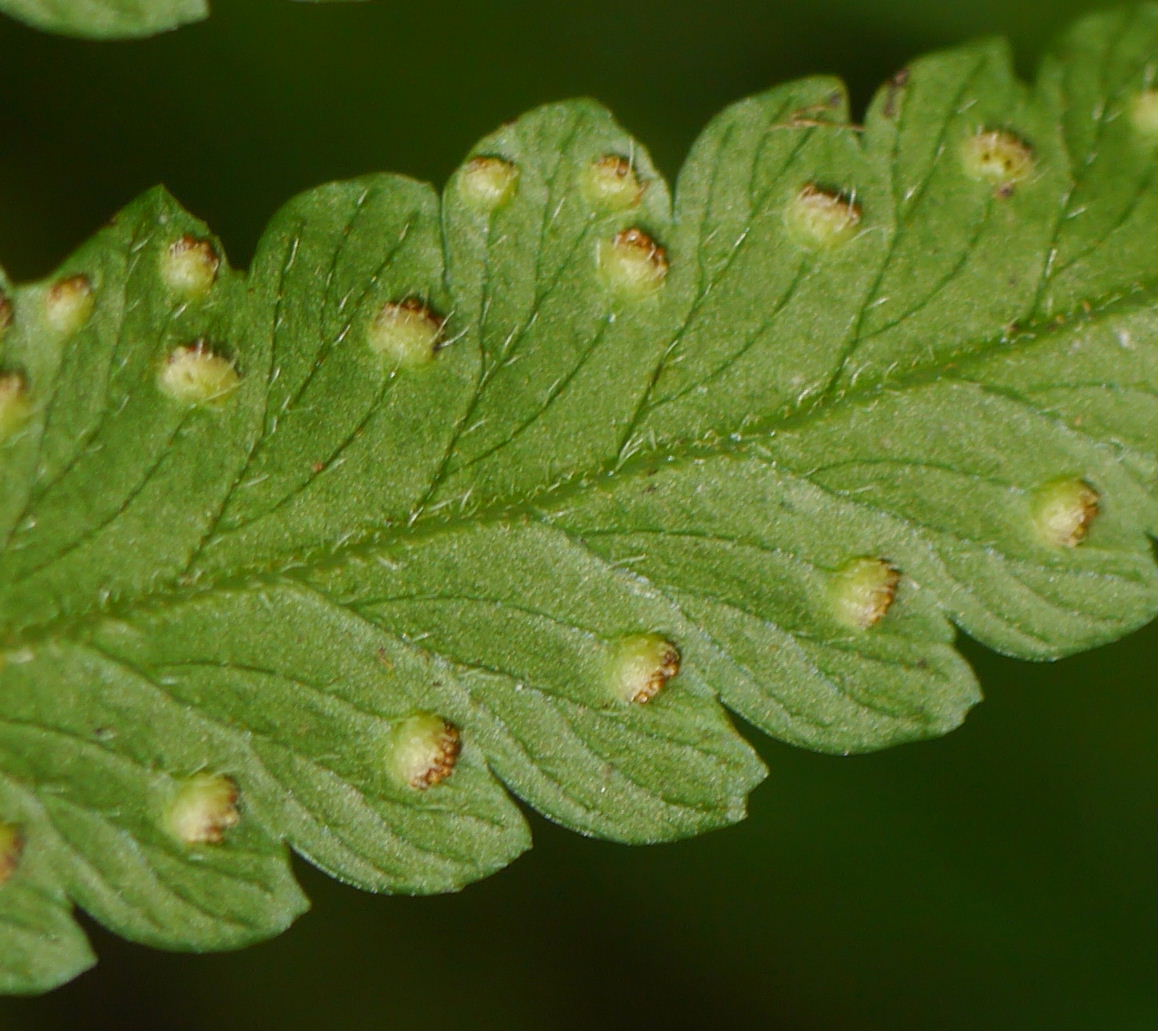
コップ状の包膜 フモトシダ（フモトシダ属）
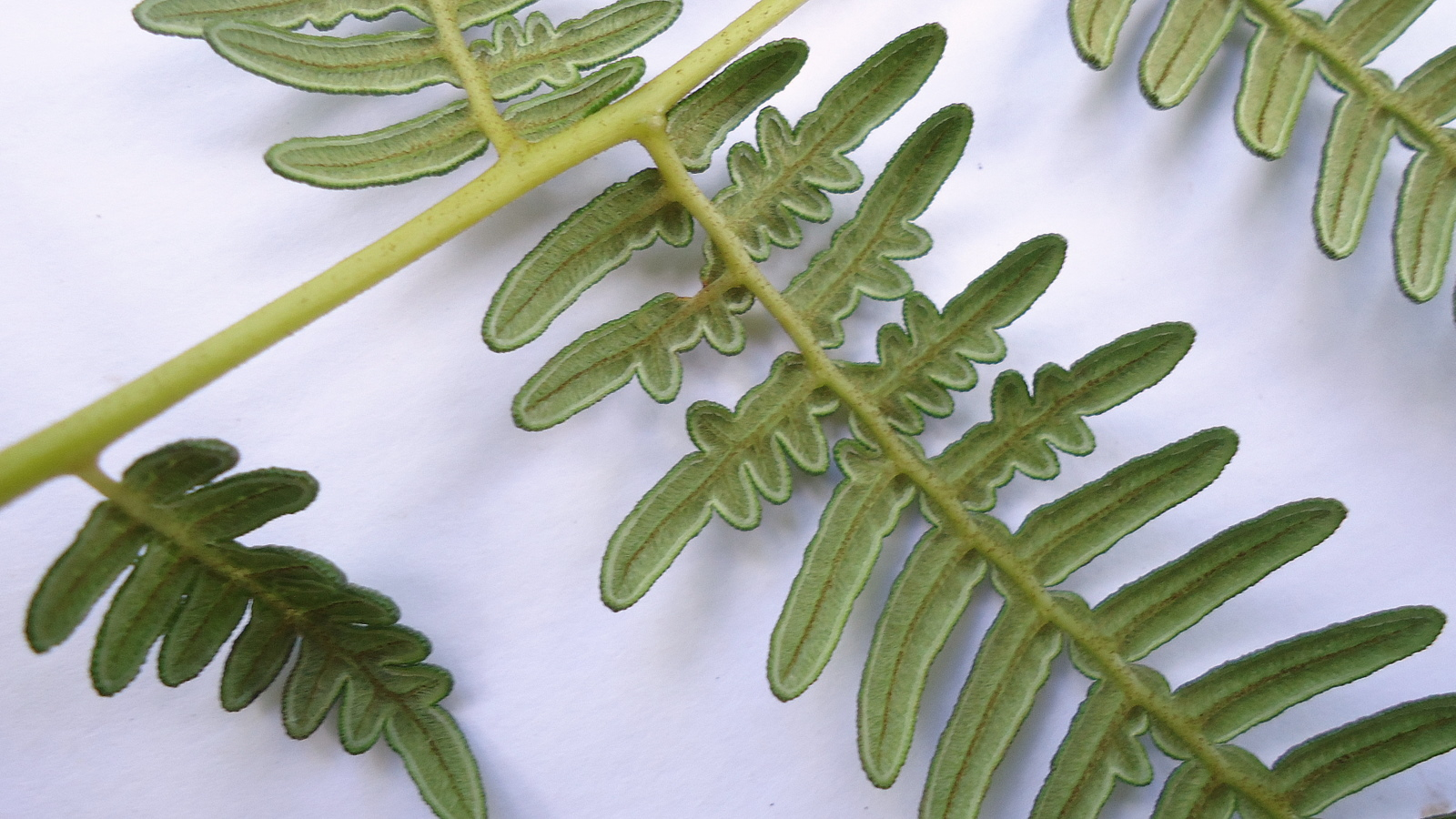
葉の縁沿いに伸びた胞子嚢群 Pteridium arachnoideum（ワラビ属）

## 分布と生育環境
世界の熱帯を中心に分布し、9属200種程がある。ほとんどが地上性で、ごく一部に岩の上に出るものがある。

## 系統と分類
古くは他のいくつかの群と併せてイノモトソウ科に含めた。これを細分するに関しては田川(1959)に若干の解説がある。ワラビ属やユノミネシダ属については、その胞子嚢群の特徴からその後にもイノモトソウ科に含める見解がある。タカワラビ科に近いものであり、小型化して根茎が横に這うようになったものとの見方もある。またホングウシダ科との類縁が考えられたこともあるが、これらはいずれも近年の分子系統の結果では支持されていない。
この群には上述のように葉柄から腋外芽が出るものが多い。また、ユノミネシダ属では葉の先端に無限成長が見られ、これらは葉に未だに茎の特徴が残っているものを見ることができる。
日本には以下の6属が知られる。
- Dennstaedtia　コバノイシカグマ属：コバノイシカグマ・イヌシダ・オウレンシダ
- Microlepia　フモトシダ属：フモトシダ・フモトカグマ・イシカグマ
- Hypolepis　イワヒメワラビ属：イワヒメワラビ
- Pteridium　ワラビ属・ワラビ
- Histiopteris　ユノミネシダ属：ユノミネシダ
- Monachosorum　オオフジシダ属：ヒメムカゴシダ・フジシダ・オオフジシダ